# Aprile, dolce dormire

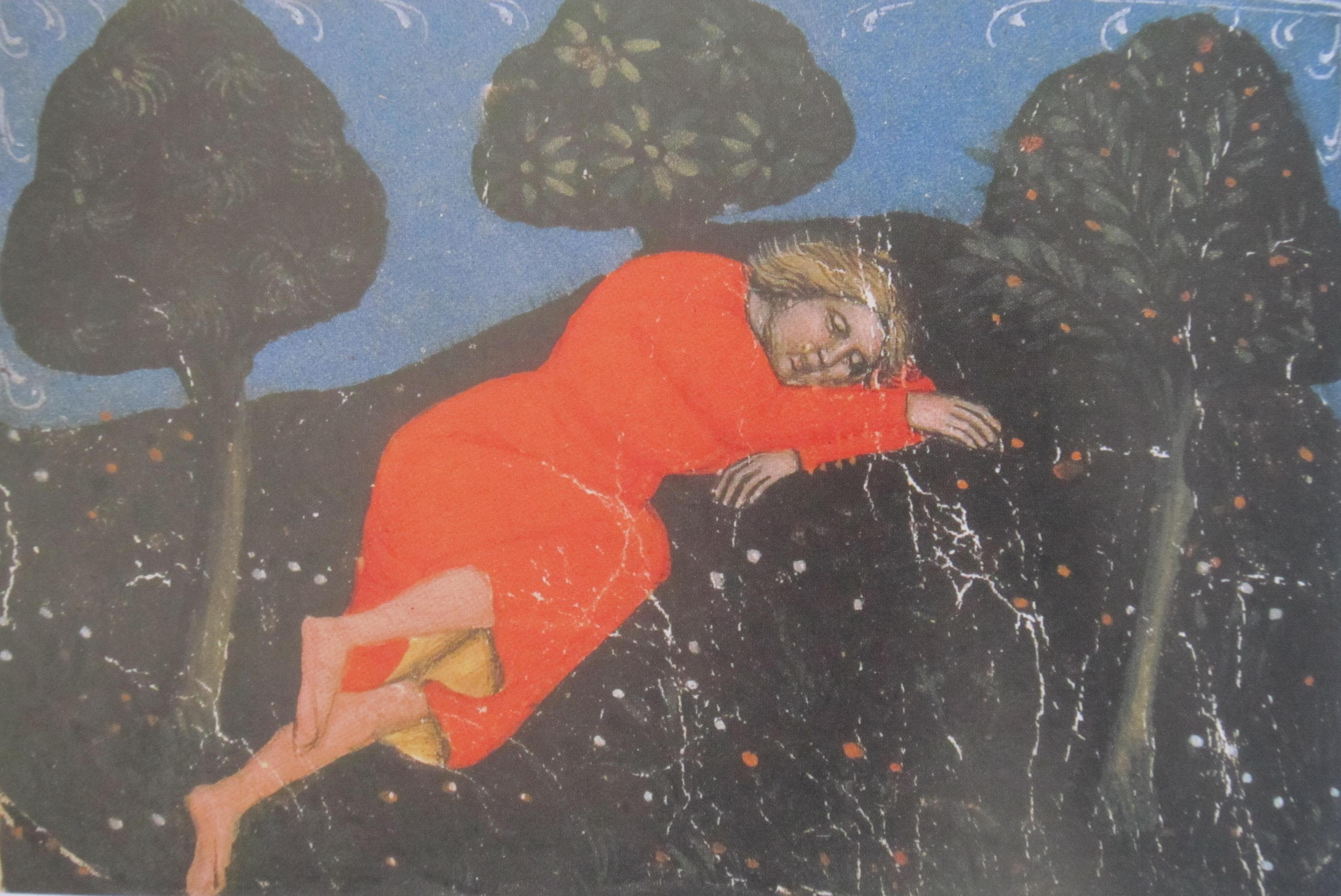
Aprile, in un codice miniato del 1385

Aprile, dolce dormire è un proverbio a sfondo laico, dato che si occupa delle abitudini indotte dalle caratteristiche meteo del mese di aprile, tra le quali vi è anche il primo caldo, una sorta di agiatezza e soprattutto un senso di stanchezza causato dal tepore di questo periodo annuale.

## Aprile ed il sonno

### Aprile, il sonno e gli asini
Anche se i due eventi non sembrerebbero molto collegati, bisogna ricordare che in questo mese, e soprattutto in quello successivo, gli asini iniziano ad entrare in amore e quindi ragliano a profusione non curandosi troppo del dolce sonno del malcapitato loro vicino.

### Aprile, il sonno, il vino ed il grano
Questo proverbio contadino ci ricorda che proprio nel momento dell'anno in cui il lavoratore tende alla pigrizia, le riserve iniziano a scarseggiare.

### Aprile, il sonno e la natura
In questo mese, la natura, anziché dormire, si ravviva completamente.

## Riferimenti nella cultura di massa
Il passo della Canzone dei dodici mesi di Francesco Guccini dedicato al mese di aprile fa riferimento a questo proverbio con le parole: